# Bibliothek des Konservatismus

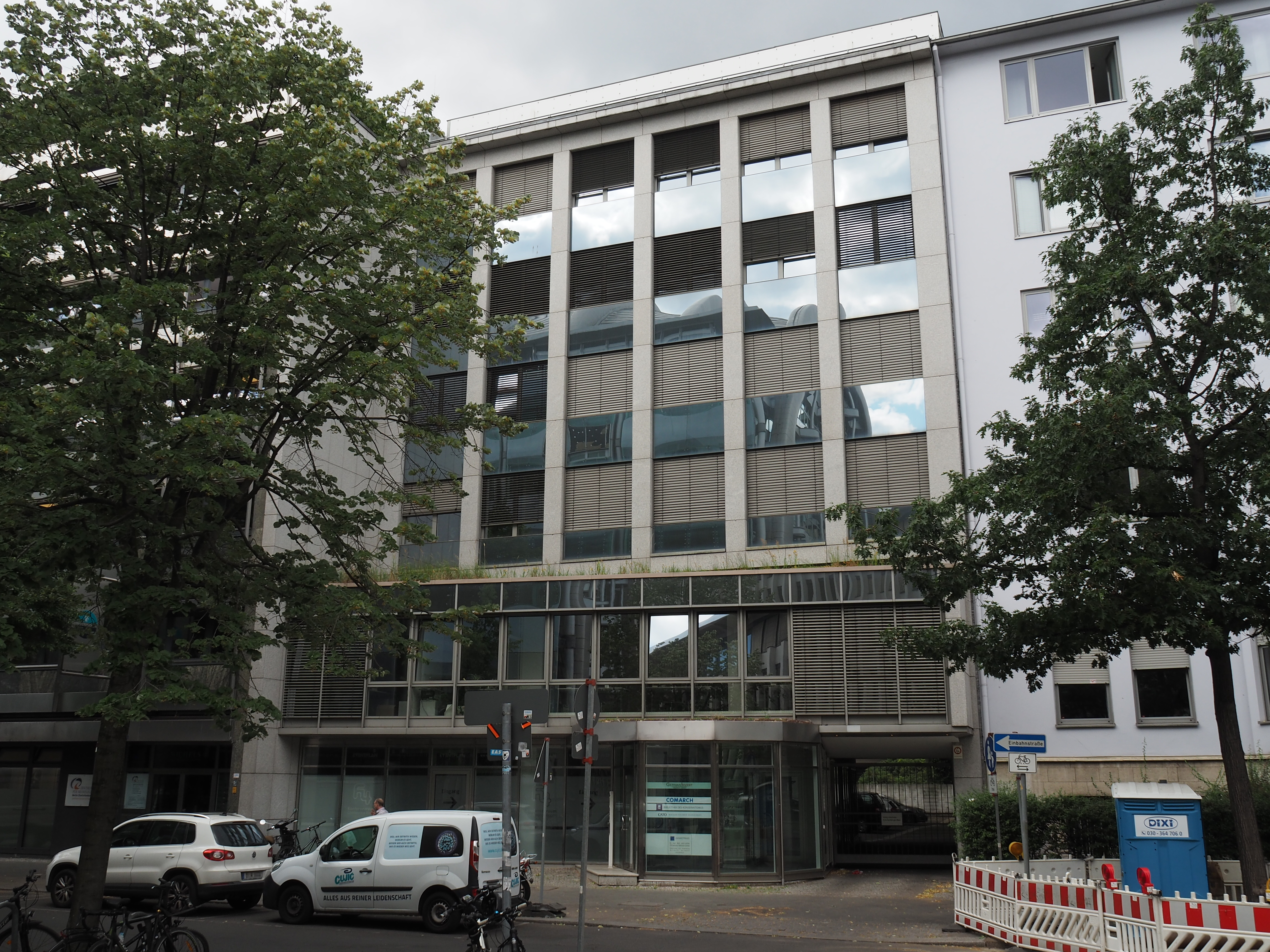
Gebäude der Bibliothek des Konservatismus

Die Bibliothek des Konservatismus (BdK) ist eine 2012 eröffnete Fachbibliothek in Berlin-Charlottenburg, die schwerpunktmäßig konservative, nationalkonservative, rechtsliberale und -libertäre Literatur und Zeitschriften sowie Vorträge anbietet. Sie entstand auf Betreiben des 2009 verstorbenen Publizisten Caspar von Schrenck-Notzing. Ihr katalogisierter Bestand umfasst rund 35.000 Titel. Träger ist die Förderstiftung Konservative Bildung und Forschung (FKBF). Bibliothek und Förderstiftung gehören entsprechend zahlreichen wissenschaftlichen und journalistischen Einschätzungen zum Netzwerk der Neuen Rechten.

## Entstehung
2000 gründete der Publizist Caspar von Schrenck-Notzing in München die Förderstiftung, um seine Privatbibliothek und das Archiv der von ihm herausgegebenen rechtskonservativen Zeitschrift Criticón zu verwalten. 2007 übergab er den Vorsitz der Stiftung an Dieter Stein, den Chefredakteur der neurechten Wochenzeitung Junge Freiheit. Zahlreiche Spenden ermöglichten der Stiftung bis 2011, die BdK in Berlin zu gründen. Der Sozialwissenschaftler Samuel Salzborn bezeichnet die Bibliothek zusammen mit dem im Jahr 2000 gegründeten Institut für Staatspolitik in Schnellroda als zentralen Strategiestandort der Neuen Rechten in Deutschland.
Schrenck-Notzing legte als Zweck seiner Förderstiftung den „Auf- und Ausbau sowie die Unterhaltung von Bibliotheksbeständen“ fest und machte den Junge Freiheit-Redakteur Dieter Stein zum Vorsitzenden des Stiftungsrats. Gemeinsam entwickelten sie die Idee einer Bibliothek des Konservatismus. Diese wurde am 25. November 2012 mit einem Festakt eröffnet. Ihr Leiter ist seither Wolfgang Fenske (Theologe, * 1969), der zuvor ebenfalls Mitarbeiter der Jungen Freiheit war.
Standort der BdK ist ein Bürogebäude in der Fasanenstraße 4 in Berlin-Charlottenburg. Es befindet sich in zentraler Lage gegenüber dem Ludwig-Erhard-Haus der Börse Berlin und nahe der Universität der Künste Berlin sowie der Technischen Universität Berlin.

## Finanzierung
Schrenck-Notzing hatte der FKBF zunächst eine Million Euro als Startkapital zum Aufbau der BdK vermacht. Bei seinem Tod 2009 fehlten Spender für das Projekt. 2013 kaufte der Hamburger Reeder Folkard Edler das von der BdK genutzte Bürogebäude in der Berliner Fasanenstraße über seine Firma Vebefa für 3,6 Millionen Euro und übertrug das Haus sowie seine Firmenanteile dann der Bibliotheksstiftung. Edler und seine Ehefrau sind auch Großspender und Kreditgeber der rechtspopulistischen Partei Alternative für Deutschland (AfD) und Unterstützer der Jungen Freiheit. Die BdK erhält zudem Einnahmen aus den Mieten der übrigen Hausbewohner. Die FKBF macht keine Angaben zum Förderkreis der BdK. Zwischen 2014 und 2017 erhielt die FKBF nach Auskunft der Stiftungsaufsicht rund 1,35 Millionen Euro Spenden.

## Selbstverständnis
Bei der Eröffnung der Bibliothek hielt der Althistoriker Alexander Demandt eine Rede. Darin dekonstruierte er den rechten Theoretiker Oswald Spengler, der gar kein Konservativer gewesen sei. Der Begriff Konservatismus lasse sich nicht ein für allemal definieren und politisch operationalisieren. Auch der Konservative sei für den Fortschritt offen und müsse das Erhaltenswerte immer neu vom bloß Überkommenen unterscheiden.
Auf die Frage, was er als konservativ verstehe, zitierte Wolfgang Fenske 2017 den völkisch-nationalistischen Autor Arthur Moeller van den Bruck: „Konservativ ist, Dinge zu schaffen, die zu erhalten sich lohnt.“ Das von Konservativen für bewahrenswert Gehaltene sei gar nicht vorhanden und müsse erst wieder neu geschaffen werden. Dabei wolle die BdK nicht vorgeben, was konservativ sei und was nicht. Zum konservativen Hauptstrom gehöre der Kampf gegen „Politische Korrektheit“ und „unkontrollierte Zuwanderung“. Eine gemeinsame Staatstheorie gebe es nicht; das Spektrum reiche vom Minimalstaat des Libertarismus bis zum starken Staat und zu „sehr national denkende[n] Menschen“. Sie verbinde, „dass sich alle von der gesellschaftspolitischen Lage in Deutschland nicht repräsentiert fühlen“. Die BdK wolle Diskurse anstoßen, die anderswo nicht möglich seien.
2019 betonte Fenske, die BdK biete alle Arten Bücher an, die für Konservative interessant seien, und lade AfD- und CDU-Politiker gleichermaßen ein. Konservative seien überzeugt, dass „der Mensch kein vernünftiges Wesen ist, sondern dass er ein Mängelwesen ist, mit der christlichen Tradition ein Sünder ist, der Hilfe, der Unterstützung bedarf.“
Institutionen wie der Staat und die Kirchen mit einer anti-aufklärerischen Botschaft müssten diese Mängel ausgleichen. Manche Ideen der Jungkonservativen seien heute noch anschlussfähig, etwa der stetige Bezug auf die Philosophie der Antike, das Christentum und das Naturrecht. Darin seien die Zweigeschlechtlichkeit des Menschen, „Grundordnungen“ wie Ehe und Familie und gesellschaftliche Hierarchie angelegt. Der Mensch brauche einen Orientierungspunkt außerhalb seines eigenen Denkens, ein Jenseits oder naturrechtlich begründbare, überzeitliche Werte.

## Bestand und Themen
Der Gesamtbestand der BdK umfasste bei der Eröffnung 60.000 Bände, von denen anfangs rund 20.000 im Katalog erfasst waren. Der Kernbestand umfasst Werke von britischen Denkern wie Thomas Hobbes und Edmund Burke, ferner Werke von Richelieu, Louis-Ferdinand Céline, Joseph Otto Plassmann, Richard Wagner, Stefan George, die „Reden an die deutsche Nation“ Johann Gottlieb Fichtes, Hermann Löns und die völkisch-esoterischen Autoren Erich und Mathilde Ludendorff. Das Zentrum der Sammlung Schrenck-Notzings bildet die von Armin Mohler nach 1945 so bezeichnete „Konservative Revolution“ der Weimarer Republik. Sie enthält unter anderem Werke von Hans Blüher, Arthur Moeller van den Bruck, Arnold Gehlen, Ernst Jünger, Friedrich Georg Jünger, Carl Schmitt, Oswald Spengler sowie Thomas Mann.
Nach Eigenangaben führte die BdK Schrenck-Notzings Privatbibliothek (rund 20.000 Bände) mit dem Nachlass von Günter Rohrmoser (rund 10.000 Bände) zusammen und erhielt seit ihrer Eröffnung weitere größere Sammlungen. Schwerpunkte sind Schriften der Gegenrevolution nach 1789, der Konservativen Revolution (1918–1932) sowie wissenschaftliche Fachliteratur zum Konservatismus. Im September 2012 eröffnete die BdK zusammen mit der Stiftung Ja zum Leben einen Sonderbestand zu Themen der Lebensrechtsbewegung wie Lebensschutz, Bioethik und Familienpolitik. Im Oktober 2012 bot die BdK an, den Bestand der von Schließung bedrohten Johann-Gottfried-Herder-Bibliothek Siegerland zu übernehmen.
Im Herbst 2017 umfasste der Gesamtbestand nach BdK-Angaben rund 136.000 Titel, von denen ein Viertel (34.000 Titel) katalogisiert sind. Dazu gehören historische Periodika, ein Archiv politischer Plakate ab 1848 und mehr als 70 gegenwärtig laufende Zeitschriften. Zu letzteren gehören laut Recherchen des Göttinger Instituts für Demokratieforschung aus dem Jahr 2015 die neurechten Zeitschriften Sezession, Blaue Narzisse und die rechtsextreme National-Zeitung. Weitere Themenbereiche sind Auslandsdeutsche, die deutsche Volkskunde und deutsche Militärgeschichte.
Die BdK ist Mitglied im Deutschen Bibliotheksverband (DBV) und in der Arbeitsgemeinschaft der Spezialbibliotheken e. V. Die Schriften werden im Verbundkatalog des Gemeinsamen Bibliotheksverbundes (GBV) katalogisiert.

## Veranstaltungen und Referenten
Seitdem das Haus der BdK ihrer Förderstiftung gehört, finden in ihren Räumen alle zwei Wochen Vorträge mit bis zu 120 Besuchern statt. Die Redner bilden das volle Spektrum der Neuen Rechten ab. Zudem erweiterte die BdK ihr Angebot auf Filmabende und Seminare. Ein zukünftiger eigener Studiengang wird erwogen. Dieter Stein rekrutiert viele BdK-Referenten aus dem Kreis der unter anderem für die Junge Freiheit regelmäßig publizierenden Autoren. Eine Reihe davon wurden hauptberufliche AfD-Mitarbeiter.
Der Vordenker der Neuen Rechten Alain de Benoist stellte 2012 in der BdK sein neues Buch zur Weltfinanzwirtschaft vor. 2013 diskutierten in der BdK der libertäre Publizist André F. Lichtschlag (eigentümlich frei) und der neurechte Autor Karlheinz Weißmann über das Thema Konservative und Libertäre – Brüder im Geiste oder politische Gegner? Felix Strüning, damals Mitglied im Bundesvorstand der rechtsextremen Bürgerrechtspartei für mehr Freiheit und Demokratie – Die Freiheit und Vorsitzender der von AfD-Funktionären übernommenen Gustav-Stresemann-Stiftung, sprach im November 2013 in der BdK zum Thema „Menschenrecht Meinungsfreiheit. Wie islamische Akteure unsere Grundrechte bedrohen“.
Bis Ende 2013 traten der AfD-Vorsitzende Bernd Lucke, Erika Steinbach (erneut 2017), Georg Pazderski (AfD Berlin), Oliver Janich und Thilo Sarrazin (erneut 2019) in der BdK auf. Am 11. Dezember 2013 sprach dort Carsten Rentzing als Vertreter der VELKD zum Thema „Kirche in der Krise – Wohin treibt die EKD?“ Als Landesbischof der EvLKS behauptete er im Oktober 2019, Stein sowie Schrenck-Notzing und dessen Bezüge zum Rechtsextremismus nicht gekannt zu haben.
Karlheinz Weißmann hielt 2014 in der BdK einen Gedenkvortrag zum 80. Todestag von Edgar Julius Jung. Hedwig von Beverfoerde polemisierte gegen die angebliche Frühsexualisierung von Kindern. Der geschichtsrevisionistische Historiker Stefan Scheil, Autor in der Sezession und später AfD-Mitglied, sprach über „polnische Illusionen 1939“. Die BdK lud auch den Wissenschaftler Tilman Nagel und den CDU-Politiker Wolfgang Bosbach zu Vorträgen ein.
Im Sommer 2015 sprach Thor Kunkel über „konservatives Politmarketing“. Die Berliner AfD stellte ihn daraufhin 2016 als Wahlkampfberater und Ideengeber für provokative Plakatparolen ein. Im Januar 2017 stellte der Publizist Bruno Bandulet in der BdK sein Buch Beuteland – Die systematische Plünderung Deutschlands seit 1945 vor. Dabei behauptete er, Angela Merkels Flüchtlingspolitik zerstöre den Nationalstaat und folge eventuell einer „Agenda“ von Drahtziehern in den UN und der EU. Die Deutschen müssten das „Prinzip Souveränität“ und den „Wert von Grenzen wiederentdecken“.
Der CDU-Politiker Rupert Scholz, der Merkels Flüchtlingspolitik seit 2015 kritisiert, hielt im Mai 2018 in der BdK ein Referat zum Thema „Migration und Obergrenze“. Zuhörer griffen ihn dafür an, dass er Merkel und andere Politiker nicht ins Gefängnis wünsche; deren Asylpolitik zerstöre Deutschland. Weitere Zuhörer sahen „entweder Militärputsch oder Krieg“ als Gegenmittel. Scholz verteidigte dagegen den deutschen Rechtsstaat. Dies zeigt nach Beobachtern, dass Konservative, die wie Neurechte den Verlust nationaler Identität befürchten, seit 2015 „gewollt oder ungewollt“ Teil der rechten Bewegung gegen Masseneinwanderung geworden seien. Der frühere Zeit-Mitarbeiter Ulrich Greiner las in der BdK aus seinem Buch Vom Recht, rechts zu sein (März 2016). Er lehnte die gleichgeschlechtliche Ehe, künstliche Befruchtung und Kindererziehung in Kitas ab und beklagte, man werde als Konservativer dann als rechtsextrem verdächtigt.
Der Historiker Andreas Rödder hielt im Juli 2019 in der BdK einen Vortrag über Konservatismus. Zu den BdK-Referenten gehören auch der Politikwissenschaftler Werner J. Patzelt, CDU-Mitglied sowie Autor der Jungen Freiheit und Gutachter für die AfD, die Journalisten Patrick Bahners, Heimo Schwilk und Ferdinand Knauß, die Politiker Christean Wagner (CDU), Volker Kempf (AfD) und Matthias Bath (AfD) sowie die Unternehmensberaterin Gertrud Höhler, die Autorin Laila Mirzo, die Publizistin Cora Stephan, der ehemalige Verfassungsschutzpräsident Hans-Georg Maaßen und die Historiker Michael F. Feldkamp, Egon Flaig und Jörg Friedrich.

## Zusammenarbeit und Vernetzung
Die BdK präsentierte sich 2012 bei der rechtsextremen Messe „Zwischentag“ von Götz Kubitschek. Zugegen waren dort auch Burschenschaften, das islamfeindliche Netzwerk Politically Incorrect (PI) und die völkisch orientierte Identitäre Bewegung.
Seit 2012 arbeitet die BdK mit der christlich-fundamentalistischen „Stiftung Ja zum Leben“ zusammen. Seit 2013 begleitet sie den jährlichen „Marsch für das Leben“ mit eigenen Veranstaltungen, die als Treffen für „Lebensschutz“-Aktive dienen. An diesen Begleitveranstaltungen nahmen auch „Christdemokraten für das Leben“ und der CDU-Bundestagsabgeordnete Thomas Dörflinger teil. Im Oktober 2013 beteiligte sich die BdK an der Berliner „Langen Nacht der Bibliotheken“.
Die Evangelische Nachrichtenagentur idea, die das evangelikale Spektrum in Deutschland repräsentiert, steht ideologisch und personell der BdK und der Jungen Freiheit nahe. Deren antifeministische Kampagne „Gender mich nicht voll“ überschneidet sich laut dem Sozialwissenschaftler Andreas Kemper mit der BdK-Abteilung gegen Abtreibung, die ihrerseits eng mit christlichen Abtreibungsgegnern verbunden ist.
Die BdK bietet AfD-Vertretern häufig Gelegenheit zu Auftritten und nahm Einfluss auf den Kurs der Partei. So veranstaltete die Junge Alternative für Deutschland (JA) im Februar 2015 einen Vortragsabend. Dort sprach Karlheinz Weißmann zum Thema „Was ist liberal und was konservativ – und wie soll für die AfD der Weg an die Macht aussehen?“ Er plädierte im damaligen Richtungsstreit für einen streng nationalistischen AfD-Kurs gegen deren damalige Führung um Bernd Lucke. Dazu erinnerte er an den Kurs der frühen FDP gegen die Entnazifizierung. 2016 feierten die JA-Vertreter Markus Frohnmaier und Thorsten Weiß parteiinterne Wahlerfolge in der BdK zusammen mit Manuel Ochsenreiter, dem Redakteur des rechtsextremen Monatsmagazins Zuerst!.
Stein bahnte 2017 in der BdK die Zusammenarbeit zwischen dem Studienzentrum Weikersheim (SZW) und dem „Verein zur Erhaltung der Rechtsstaatlichkeit und bürgerlichen Freiheiten“ an, der den Bundestagswahlkampf der AfD mit Millionenbeträgen finanzierte. Der Vereinsgründer David Bendels, der auch den Deutschland-Kurier herausgibt, traf sich in der BdK zu Gesprächen und trat mit Thilo Sarrazin auf. Die AfD-Vorsitzenden Alexander Gauland und Alice Weidel traten im Wahlkampf zur Bundestagswahl 2017 in der BdK auf.
Seit 2015 tagt in der BdK öfter ein exklusiver Gesprächskreis von dreißig und mehr Personen zu Themen wie Flüchtlingspolitik, Islam in Europa und Meinungsfreiheit. Initiator war der Historiker Jörg Baberowski, zu den Teilnehmern gehören Frank Böckelmann, Henryk M. Broder, Michael Klonovsky, Vera Lengsfeld, Monika Maron, Matthias Matussek, Thilo Sarrazin, Rüdiger Safranski, Cora Stephan, Dieter Stein und Karlheinz Weißmann. Aus diesem Kreis stammt die Gemeinsame Erklärung 2018 gegen „illegale Masseneinwanderung“.

## Medien
Seit 2016 gibt Wolfgang Fenske alle zwei Monate den achtseitigen Brief Agenda für Förderer der BdK heraus. Ungenannte Autoren stellen darin Vertreter der Neuen Rechten vor, etwa Gerd-Klaus Kaltenbrunner, präsentieren aktuelle und eingestellte rechte Zeitschriften und rezensieren Neuerscheinungen. Eigene Rubriken stellen zuletzt in den Bibliotheksräumlichkeiten aufgetretene oder für den folgenden Zwei-Monats-Turnus eingeplante rechtskonservative bis neurechte Referenten vor, etwa Karlheinz Weißmann, Alice Weidel, Erika Steinbach. Referenten wie Helmut Roewer und Bassam Tibi sollen einen über das eigentliche Publikum hinausgehenden Kreis ansprechen. In der Reihe Erträge veröffentlicht die BdK dort gehaltene Vorträge, wissenschaftliche Arbeiten und Texte zu Themen des Konservatismus. Die Ergebnisse der Veranstaltungsreihe Konservativ heute vom Mai 2017 sollten 2018 in einem Sammelband veröffentlicht werden.
Seit 2017 unterstützt die BdK das von Karlheinz Weißmann gegründete Magazin Cato finanziell und durch die Bereitstellung von Redaktionsräumen im Bibliotheksgebäude sowie zusammen mit CEDI/EDIC aus Wien und Nazione Futura aus Rom das Online- und Printmagazin The European Conservative, das in der Herausgeberschaft von Alvino-Mario Fantini in Budapest erscheint.

## Einordnung und Kritik
Die Teilnahme der BdK an der Berliner Bibliothekennacht 2013 wurde als verharmlosende Verbreitung deutschnationaler und völkischer Positionen unter dem Label des Konservatismus kritisiert. Der damalige Landesvorsitzende der Berliner Jusos Kevin Kühnert kritisierte, mit der BdK-Teilnahme biete Berlin „rechtskonservativen Netzwerken Räume“ und relativiere deren „Propaganda“. Alfred-Mario Molter vom Landesverband Berlin im Deutschen Bibliotheksverband versprach, die Kritik zu prüfen.
Sozial- und Politikwissenschaftler ordnen die BdK einem Netzwerk der Neuen Rechten zu. Der Politikwissenschaftler Wolfgang Gessenharter sieht die BdK als probates Mittel, der neurechten Ideologie unter dem seriösen Deckmantel einer Bibliothek Zugang zu breiten Gesellschaftsschichten zu verschaffen und den Nationalismus salonfähig zu machen. Laut dem Sozialwissenschaftler Samuel Salzborn strebt die BdK eine Elitenbildung und eine „Intellektualisierung durch Metapolitik“ an. Laut dem Rechtsextremismusforscher Matthias Quent dient die BdK wie das Institut für Staatspolitik als Treffpunkt, um gezielt Personen für „parlamentarische und außerparlamentarische Positionen im Rechtsradikalismus aufzubauen“.
Der Spiegel bezeichnete die BdK als einen der „wichtigsten Treffpunkte der Neuen Rechten in Berlin“, wo „AfD-Politiker, Eurofeinde, Abtreibungsgegner und Islamkritiker“ das „Bild eines anderen Deutschlands, das nationaler, homogener, autoritärer ist als die Republik von heute“, entwürfen.
Ulli Jentsch vom Berliner Verein Apabiz stuft die BdK als „Renommierprojekt der Neuen Rechten“ ein. Sie vertrete eine antidemokratische Denkschule und ein antimodernes Staats- und Nationenverständnis mit einem antiliberalen und völkisch-nationalistischen Kern. Ihr Bücherbestand spiegle „den gesamten Kanon der deutschen extremen Rechten, von rechtskonservativ bis neonazistisch“. Die Sondersammlung zum Thema Lebensschutz sei „klar antifeministisch“. Er kritisierte Auftritte von CDU-Vertretern wie Wolfgang Bosbach und Mechthild Löhr in der BdK. Diese fehlende Abgrenzung der CDU habe nationalistischen Diskursen „relativ unproblematisch die Tür geöffnet“. Fast nur antifaschistische Fachpublikationen kritisierten das von der BdK vertretene Denken. Jentsch forderte eine ernsthafte politische Auseinandersetzung auch seitens CDU und SPD damit. Er und andere Autoren beschrieben die „Verzahnung von extremer Rechten und wichtigen Personen der ‚Lebensschutz‘-Bewegung“ in einem Buch.
Am 13. Februar 2018 organisierten die Antifa Westberlin und die Initiative für Demokratie und Toleranz vor der BdK eine Demonstration „Gegen rechte Raumnahme in Charlottenburg in Gedenken an Kläre Bloch“. Die Teilnehmer erinnerten an ihren lebensgefährlichen Einsatz zur Rettung verfolgter Juden in der NS-Zeit und protestierten gegen „rechte Hetze“ und Treffen von Abtreibungsgegnern, Islamkritikern, Eurofeinden und AfD-Politikern in der BdK. Im Mai 2018 warfen Unbekannte Farbbeutel gegen die Fassade der BdK.
2019 organisierten Wissenschaftler eine Stadtrundfahrt über politisch-ideologisch aufgeladene „rechte Räume“ in Berlin, die auch zur BdK führte. Deren modernes, architektonisch in sein Umfeld eingefügtes Gebäude zeige beispielhaft, wie rechtsnationale Ideologien unauffällig im städtischen Raum verbreitet werden. Die Betreiber versuchten vom Neonazi-Image weg zu einer Akademisierung zu kommen und versteckten ihre Ideologie hinter dem Label „konservativ“.

## Publikationen
Herausgeber
- Philippe Bénéton u. a.: Ein Europa, an das wir glauben können (Pariser Erklärung) / A Europe we can believe in (The Paris Statement). Förderstiftung Konservative Bildung und Forschung, 2019, ISBN 978-3-947600-12-0.

Schriftenreihe „Erträge“
- Alexander Demandt, Konrad Adam, Rolf Stolz, Kai Hammermeister, Stefan Blankertz: Oswald Spengler, ein konservativer Denker? (= Erträge. Band 1). 2014, ISBN 978-3-9814310-1-8.
- Nils Wegner: Die deutsche Geschichte geht weiter …. Die Brüder Marcel und Robert Hepp und ihr politischer Weg in den 1950er und 1960er Jahren. (= Erträge. Band 2). 2015, ISBN 978-3-9814310-2-5.
- Karlheinz Weißmann: Edgar J. Jung. Zur politischen Biographie eines konservativen Revolutionärs. (= Erträge. Band 3). 2015, ISBN 978-3-9814310-4-9.
- Parviz Amoghli: Schaum der Zeit. Ernst Jüngers Waldgang heute. (= Erträge. Band 4). 2016, ISBN 978-3-9814310-5-6.
- Matthias Bath, Hartmuth Becker, David Engels, Klaus Hornung, Till Kinzel, Timo Kölling, Heinz-Joachim Müllenbrock, Rainer Waßner: Die Neue Rechte in West-Berlin 1965 bis 1985. (= Erträge. Band 5). 2017, ISBN 978-3-9814310-7-0.
- Michael Wiesberg: Erinnerung als Dichterpflicht – 25 Jahre „Anschwellender Bocksgesang“ von Botho Strauß. (= Erträge. Band 6). 2018, ISBN 978-3-9814310-9-4.
- Konrad Badenheuer, Albrecht Jebens, Michael von Prollius, Björn Schumacher, Peter Seidel, Rainer Waßner: Vom Niedergang der Demokratie – für einen freiheitlichen Staat. (= Erträge. Band 7). 2018, ISBN 978-3-947600-01-4.
- Gerd Held, Peter J. Preusse, Bernhard Viel, Rainer Waßner, Ulrich Vosgerau: »Die Herrschafts des Unrechts« – Das Buch und seine Geschichte (= Erträge. Band 8). 2021, ISBN 978-3-947600-03-8.